# Steinbach (Haut-Rhin)

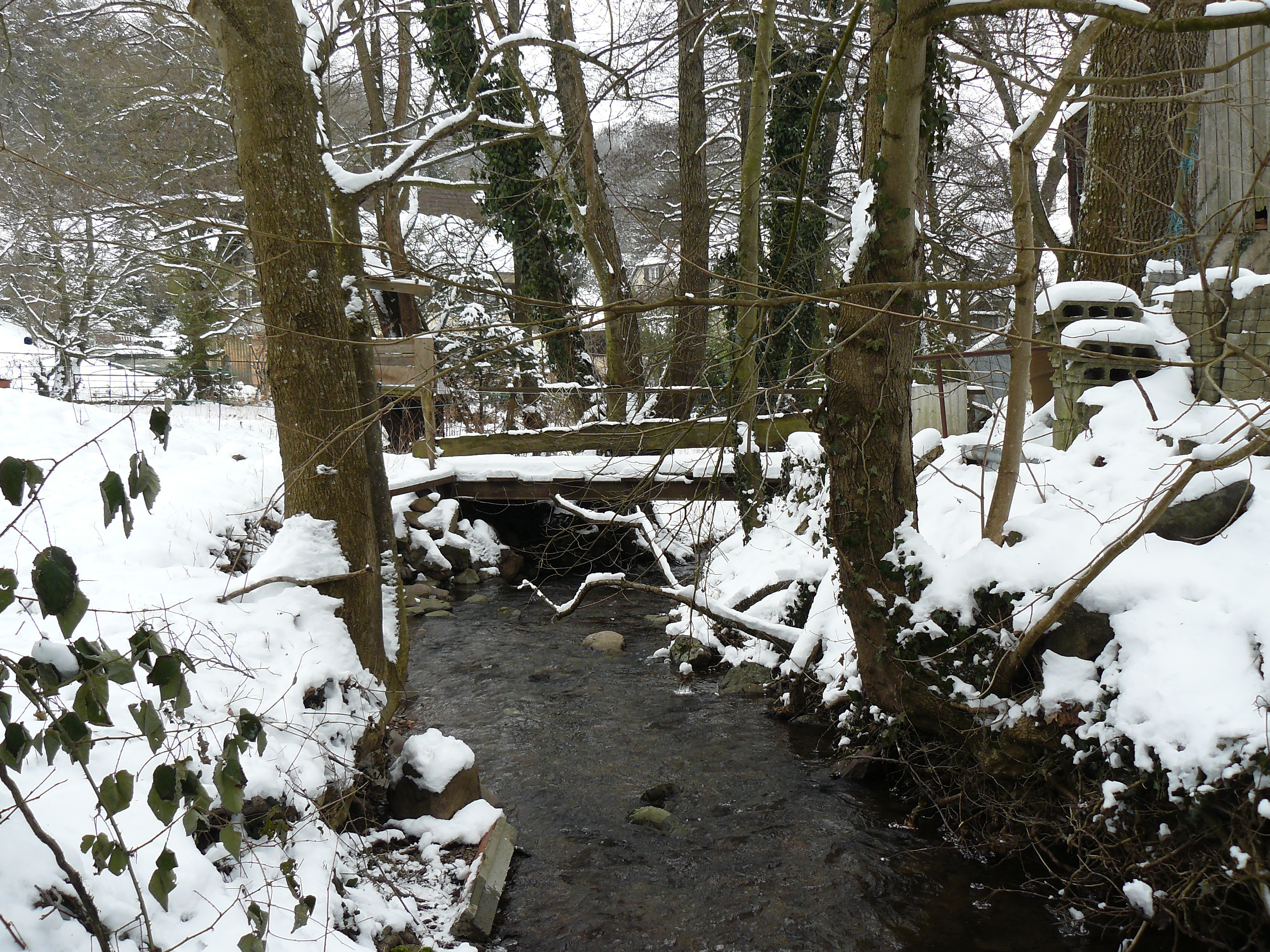

Pour les articles homonymes, voir Steinbach.
Steinbach (prononcé [ʃtainbak]  ; Steibăch, en dialecte alsacien) est une commune française située dans l'aire d'attraction de Mulhouse et faisant partie de la collectivité européenne d'Alsace (circonscription administrative du Haut-Rhin), en région Grand Est.
Cette commune se trouve dans la région historique et culturelle d'Alsace.

## Géographie
Steinbach fait partie du canton de Cernay et de l'arrondissement de Thann-Guebwiller.
Steinbach signifie « ruisseau de pierre ». Ce village est traversé par un ruisseau nommé Erzenbach, ce qui veut dire « ruisseau des minerais ». La source du ruisseau, les chutes de l'Erzenbach, est un site remarquable du village.
Le village est dominé au nord par la colline de la Lo, et à l'ouest par la clairière du Silberthal où se situent deux mines ayant donné leurs noms au ruisseau du village qui se jette dans la Thur à Cernay. Le village se situe au pied du massif du Hartmannswillerkopf. Au sud, l'ensoleillement du village est propice à la culture de la vigne.
Le haut de village est doté de nombreux sites naturels où pratiquer l'escalade, comme le Hirnelestein.
La commune de Steinbach est limitrophe de Uffholtz, Cernay, Vieux-Thann et Wattwiller de par sa forêt communale.
C'est une des 188 communes du parc naturel régional des Ballons des Vosges.
| Bitschwiller-lès-Thann |             | Uffholtz |
| Thann                  | Steinbach   |          |
|                        | Vieux-Thann | Cernay   |

### Cours d'eau
- L'Erzenbach (affluent de la Thur), dont la Cascade de l'Erzenbach en amont constitue un but de promenade.

### Géologie
Le territoire communal repose sur le bassin houiller stéphanien sous-vosgien.

### Toponymie
Le nom de la localité est attesté sous la forme cellarium de Steinbach en 1187.
Steinbach signifie le « ruisseau pierreux ». En allemand, ce mot désigne un torrent.

### Hydrographie

#### Réseau hydrographique
La commune est dans le bassin versant du Rhin au sein du bassin Rhin-Meuse. Elle est drainée par le ruisseau l'Erzenbach,.

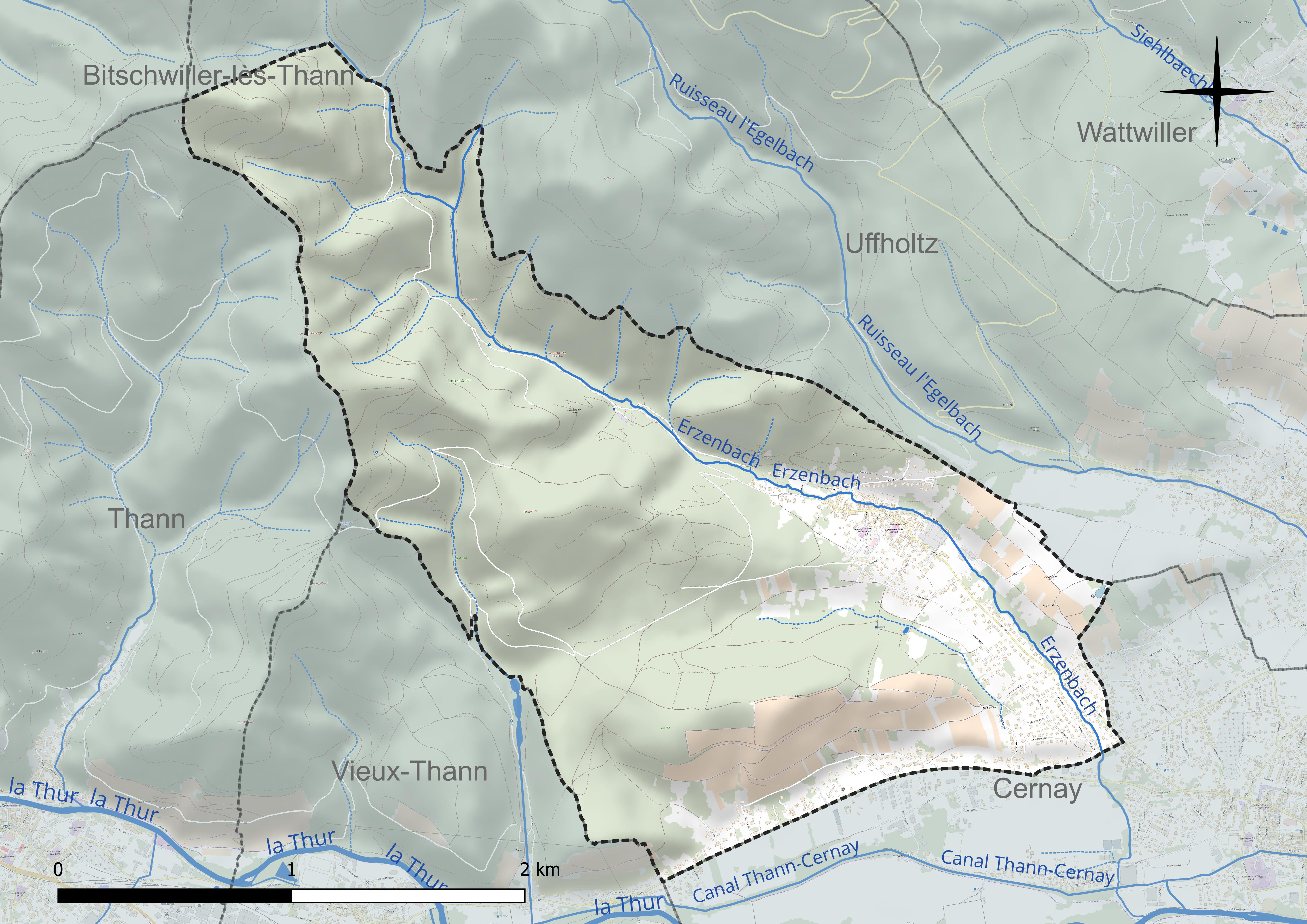
Réseau hydrographique de Steinbach.

#### Gestion et qualité des eaux
Le territoire communal est couvert par le schéma d'aménagement et de gestion des eaux (SAGE) « Ill Nappe Rhin ». Ce document de planification concerne la nappe phréatique rhénane, les cours d'eau de la plaine d'Alsace et du piémont oriental du Sundgau, les canaux situés entre l'Ill et le Rhin et les zones humides de la plaine d'Alsace. Le périmètre s’étend sur 3 596 km2. Il a été approuvé le 17 janvier 2005. La structure porteuse de l'élaboration et de la mise en œuvre est la région Grand Est. 
La qualité des cours d’eau peut être consultée sur un site dédié géré par les agences de l’eau et l’Agence française pour la biodiversité. 

### Climat
Pour des articles plus généraux, voir Climat du Grand Est et Climat du Haut-Rhin.
En 2010, le climat de la commune est de type climat de montagne, selon une étude du Centre national de la recherche scientifique s'appuyant sur une série de données couvrant la période 1971-2000. En 2020, Météo-France publie une typologie des climats de la France métropolitaine dans laquelle la commune est exposée à un climat semi-continental et est dans la région climatique  Vosges, caractérisée par une pluviométrie très élevée (1 500 à 2 000 mm/an) en toutes saisons et un hiver rude (moins de 1 °C). 
Pour la période 1971-2000, la température annuelle moyenne est de 10,2 °C, avec une amplitude thermique annuelle de 17,3 °C. Le cumul annuel moyen de précipitations est de 1 068 mm, avec 10,6 jours de précipitations en janvier et 10,1 jours en juillet. Pour la période 1991-2020, la température moyenne annuelle observée sur la station météorologique de Météo-France la plus proche, « Bits.-lès-Thann », sur la commune de Bitschwiller-lès-Thann à 5 km à vol d'oiseau, est de 10,0 °C et le cumul annuel moyen de précipitations est de 1 309,4 mm. 
La température maximale relevée sur cette station est de 38,9 °C, atteinte le 7 août 2015 ; la température minimale est de −19,5 °C, atteinte le 12 janvier 1987,,. 
Les paramètres climatiques de la commune ont été estimés pour le milieu du siècle (2041-2070) selon différents scénarios d'émission de gaz à effet de serre à partir des nouvelles projections climatiques de référence DRIAS-2020. Ils sont consultables sur un site dédié publié par Météo-France en novembre 2022.

## Urbanisme

### Typologie
Au 1er janvier 2024, Steinbach est catégorisée ceinture urbaine, selon la nouvelle grille communale de densité à sept niveaux définie par l'Insee en 2022.
Elle appartient à l'unité urbaine de Thann-Cernay, une agglomération intra-départementale regroupant neuf  communes, dont elle est une commune de la banlieue,,. Par ailleurs la commune fait partie de l'aire d'attraction de Mulhouse, dont elle est une commune de la couronne,. Cette aire, qui regroupe 132 communes, est catégorisée dans les aires de 200 000 à moins de 700 000 habitants,.

### Occupation des sols
L'occupation des sols de la commune, telle qu'elle ressort de la base de données européenne d’occupation biophysique des sols Corine Land Cover (CLC), est marquée par l'importance des forêts et milieux semi-naturels (69,3 % en 2018), en diminution par rapport à 1990 (70,3 %). La répartition détaillée en 2018 est la suivante : 
forêts (69,3 %), prairies (12,6 %), zones urbanisées (11,8 %), zones agricoles hétérogènes (5,6 %), terres arables (0,7 %). L'évolution de l’occupation des sols de la commune et de ses infrastructures peut être observée sur les différentes représentations cartographiques du territoire : la carte de Cassini (XVIIIe siècle), la carte d'état-major (1820-1866) et les cartes ou photos aériennes de l'IGN pour la période actuelle (1950 à aujourd'hui).

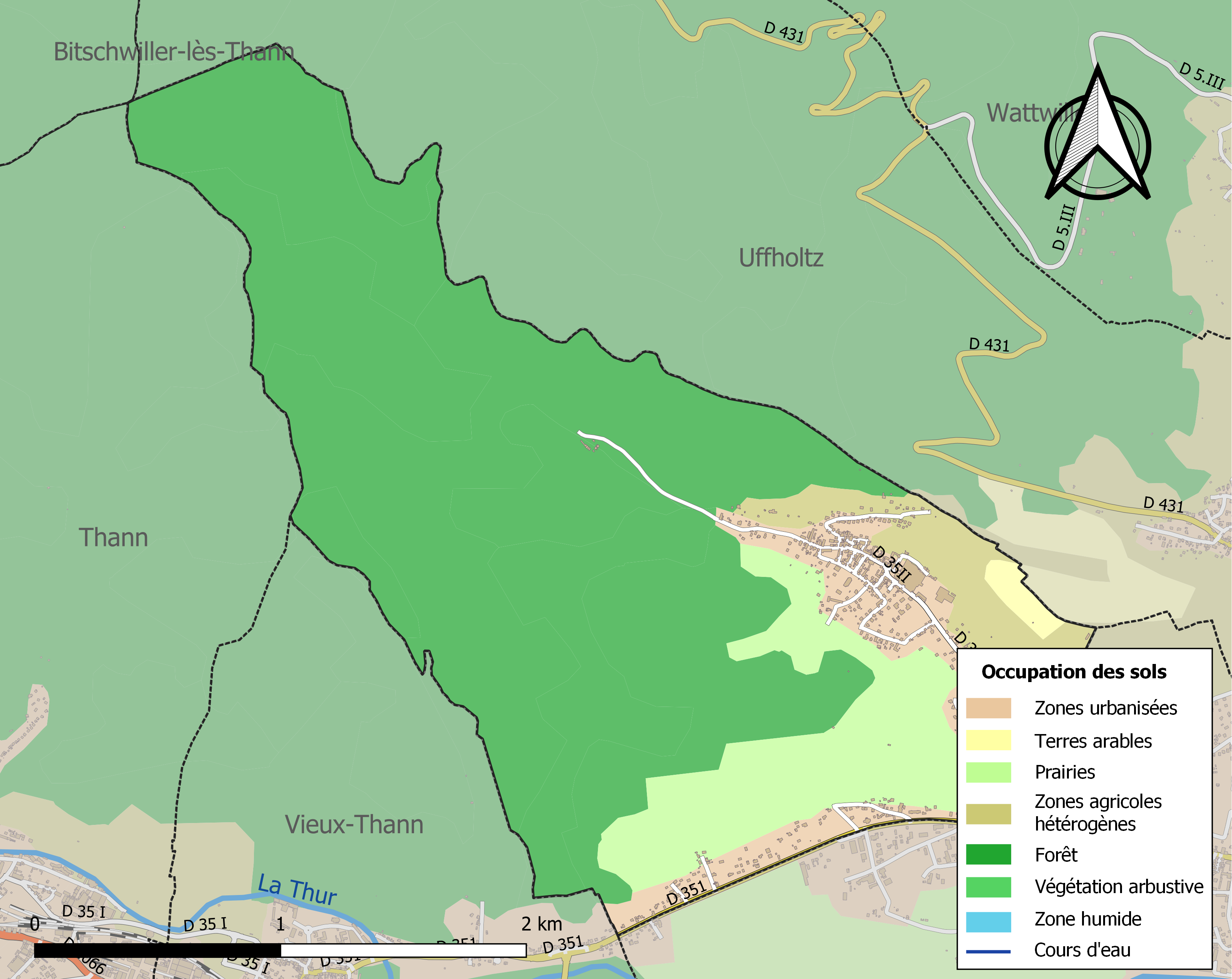
Carte des infrastructures et de l'occupation des sols de la commune en 2018 (CLC).

## Histoire
L'emplacement était occupé vers 1372 par les dames nobles de Remiremont. Elles possédaient des propriétés et des rentes dans cette commune. La dénomination de Remersburgerguth que porte encore un canton de terre, semble remonter à cette époque. Au XIIIe siècle, l'endroit est cité en tant que la cour de Burtlingen, dépendante de l'abbaye de Lucelle. À partir de la fin du XVIe siècle, un prieuré est installé. Une agglomération se forme autour de ce prieuré, mais les ravages de la guerre de Trente Ans font disparaître ce qui restait du village. Birlingen, petit village, disparait à son tour, ainsi que sa chapelle ancienne. Elle est reconstruite en 1606 et devient un lieu de pèlerinage où les habitants des environs  affluent. Sous la Révolution, la chapelle et les dernières maisons déclarées sont vendues comme biens nationaux. En 1803, un fabricant de papier devenu propriétaire de la chapelle la fait démolir pour réutiliser les pierres.
L'emplacement est occupé aujourd'hui par une chapelle qui abritait une « Vierge miraculeuse » ; celle-ci a failli disparaître en 1793 et se trouve désormais dans l'église de Cernay. Pour ne pas la laisser tomber aux mains de vandales, la famille Schnebelen de Cernay s'empara de la statue et la cacha dans le foin. Cette famille confia ensuite la statue à son église. Au cours de la Seconde Guerre mondiale, la statue a failli disparaître une deuxième fois. C'est un soldat allemand, le Feldwebel Engstler, qui la sauva.
La création de l'actuel Steinbach date de 1869. Auparavant, ce village faisait partie de la prévôté de Cernay sur des terres appartenant aux comtes de Ferrette. La chapelle de Birlingen a depuis lors été remplacée par un oratoire, puis par un calvaire, ensuite par un nouvel édifice construit en 1894. Il a été détruit vingt ans plus tard lors des combats de « la cote 425 ». L'oratoire est reconstruit à nouveau vers 1930 et béni en 1932.
Steinbach est aussi connu pour ses mines (plomb argentifère), exploitées dès la seconde moitié du XVe siècle.
La commune possède un vignoble de 70 hectares (en appellation Alsace) qui s'étend sur le versant sud-ouest d'un coteau qui a hérité du nom militaire de « Cote 425 ».
La commune a été décorée le 2 novembre 1921 de la croix de guerre 1914-1918.

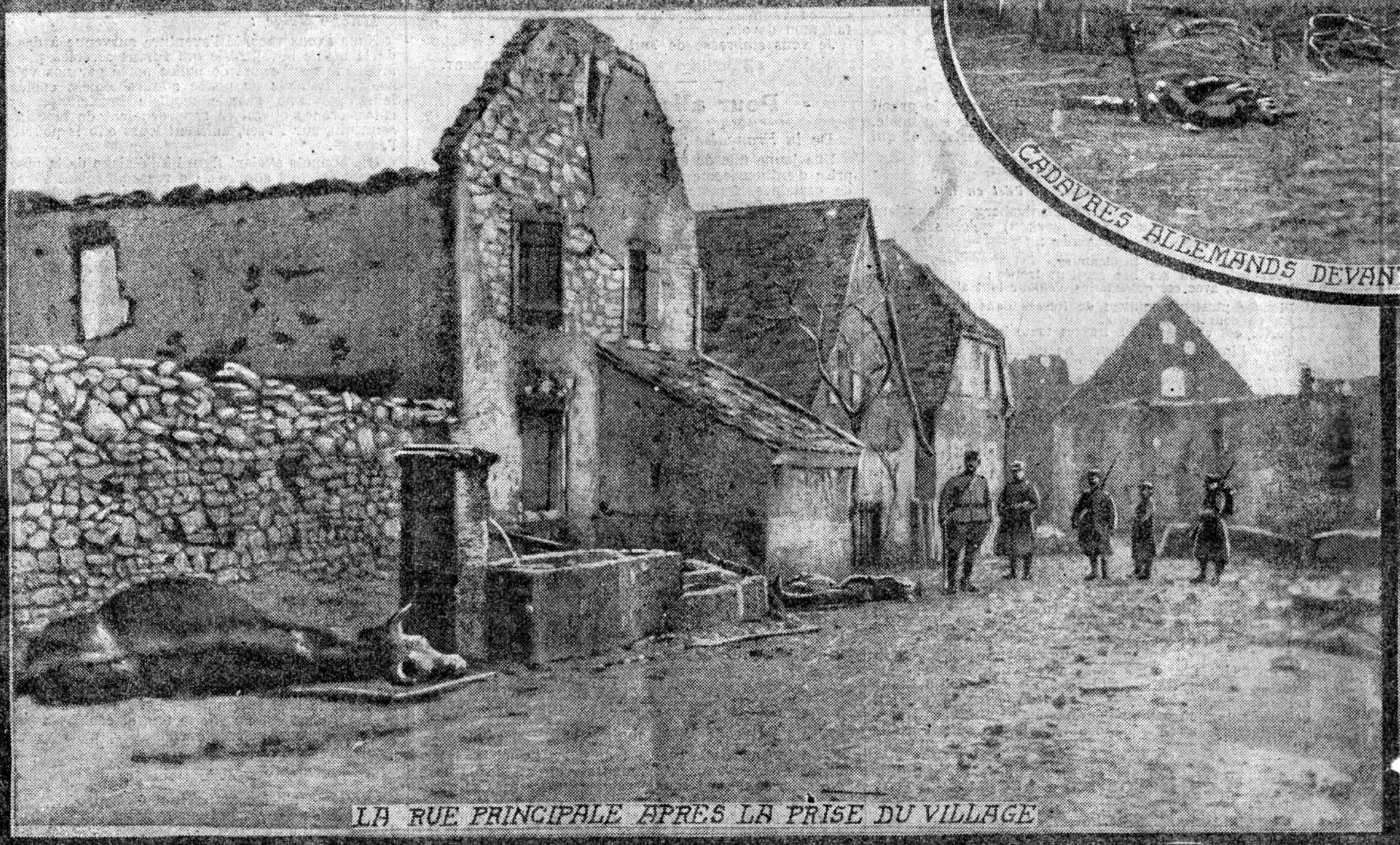
La rue principale après la prise du village par les Français en janvier 1915.
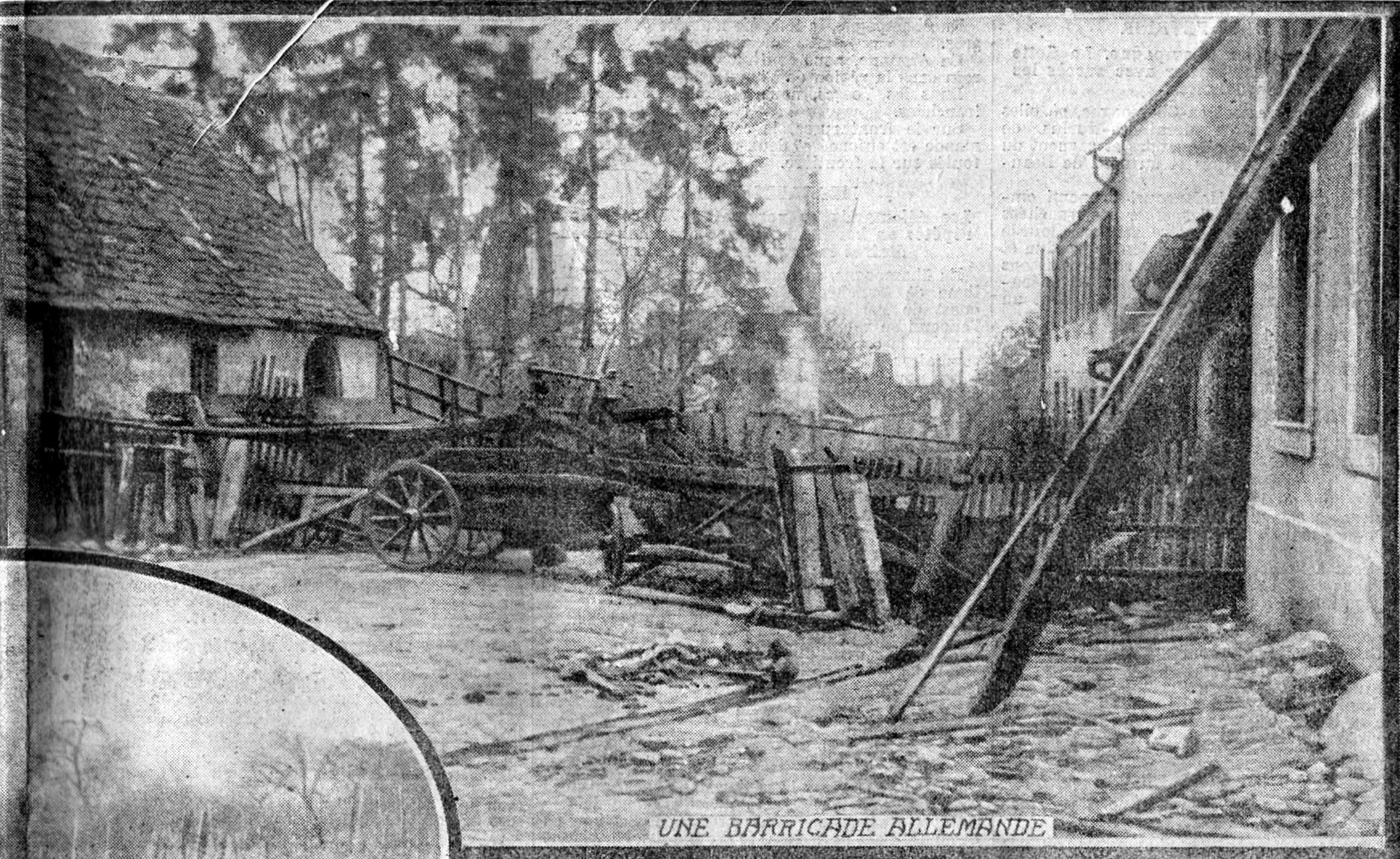
Une barricade allemande dans une rue de Steinbach.

### Lieux-dits et écarts
- Chapelle Saint Morand des Vignes.
- Chapelle Sainte Thérèse du Silberthal.

## Mine Saint-Nicolas du Silberthal

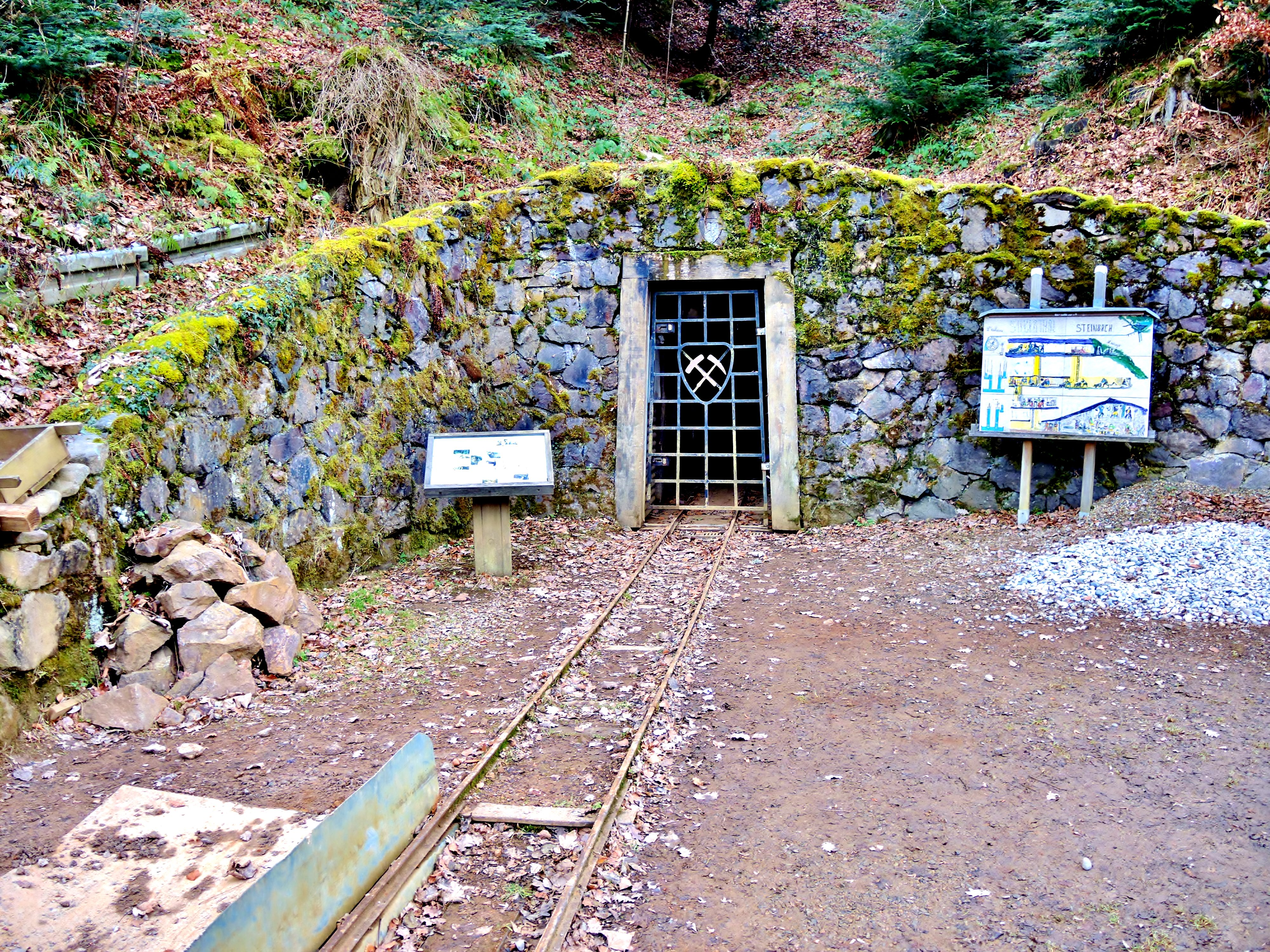
Entrée de la mine de plomb-argentifère saint Nicolas du Silberthal

Silberthal signifie Val d'Argent. Il existe quatre mines qui sont attestées depuis 1477, sur la montagne Sainte Marie-Madeleine (Amselkopf). L'exploitation de ces mines est à son apogée dès 1560 et se poursuit jusqu'à la guerre de Trente Ans en 1633.  La mine Saint-Nicolas, citée dès 1575, est celle qui produit le plus de métal. L'invasion suédoise met fin à l'exploitation des mines en 1634. Vers 1695, le prévôt des mines de Giromagny tente d'organiser une remise en état de la mine Saint-Nicolas pour approvisionner les fonderies de Lepuix en plomb d'affinage nécessaire à la séparation de l'argent. En 1716, un arrêt du Conseil d'État stipule l'arrêt total de l'exploitation. Une nouvelle exploitation est tentée par les Allemands en 1902.
- La clairière du Silberthal.
- Le Hirnlestein (alt. 510 m, hauteur du rocher 35 m), site d'escalade.

### Héraldique
| Blason de Steinbach | Les armes de Steinbach, jusqu'en avril 2003, se blasonnent ainsi : « D'or, au sapin de sinople fûté et arraché de sable, accompagné en chef à dextre d'une grappe de raisin de gueules, tigée et feuillées de sinople et à senestre d'une serpette de vigneron d'azur en pal emmanchée de sable. » |

| Blason de Steinbach | Les armes de Steinbach, depuis avril 2003, se blasonnent ainsi : « D'or, au sapin de sinople fûté et arraché de sable, accompagné en chef à dextre d'une grappe de raisin de gueules, tigée et feuillées de sinople et à senestre d'une masse et d'un marteau d'azur emmanchés de sable, posés en sautoir. » |

## Politique et administration

### Budget et fiscalité 2014
En 2014, le budget de la commune était constitué ainsi :
- total des produits de fonctionnement : 887 000 €, soit 639 € par habitant ;
- total des charges de fonctionnement : 735 000 €, soit 529 € par habitant ;
- total des ressources d’investissement : 279 000 €, soit 201 € par habitant ;
- total des emplois d’investissement : 577 000 €, soit 415 € par habitant ;
- endettement : 519 000 €, soit 374 € par habitant.

Avec les taux de fiscalité suivants :
- taxe d’habitation : 10,03 % ;
- taxe foncière sur les propriétés bâties : 11,86 % ;
- taxe foncière sur les propriétés non bâties : 90,20 % ;
- taxe additionnelle à la taxe foncière sur les propriétés non bâties : 0,00 % ;
- cotisation foncière des entreprises : 0,00 %.

## Démographie
L'évolution du nombre d'habitants est connue à travers les recensements de la population effectués dans la commune depuis 1806. Pour les communes de moins de 10 000 habitants, une enquête de recensement portant sur toute la population est réalisée tous les cinq ans, les populations de référence des années intermédiaires étant quant à elles estimées par interpolation ou extrapolation. Pour la commune, le premier recensement exhaustif entrant dans le cadre du nouveau dispositif a été réalisé en 2004.

En 2022, la commune comptait 1 357 habitants, en évolution de −0,66 % par rapport à 2016 (Haut-Rhin : +0,66 %, France hors Mayotte : +2,11 %).
| 1806 | 1821 | 1831 | 1836 | 1841 | 1846 | 1851  | 1856 | 1861 |
| ---- | ---- | ---- | ---- | ---- | ---- | ----- | ---- | ---- |
| 656  | 793  | 950  | 913  | 961  | 949  | 1 000 | 904  | 960  |

| 1866  | 1871 | 1875 | 1880 | 1885 | 1890 | 1895 | 1900 | 1905 |
| ----- | ---- | ---- | ---- | ---- | ---- | ---- | ---- | ---- |
| 1 109 | 915  | 951  | 956  | 907  | 868  | 865  | 921  | 867  |

| 1910 | 1921 | 1926 | 1931 | 1936 | 1946 | 1954 | 1962 | 1968 |
| ---- | ---- | ---- | ---- | ---- | ---- | ---- | ---- | ---- |
| 825  | 382  | 765  | 864  | 831  | 738  | 789  | 827  | 904  |

| 1975  | 1982  | 1990  | 1999  | 2004  | 2006  | 2009  | 2014  | 2019  |
| ----- | ----- | ----- | ----- | ----- | ----- | ----- | ----- | ----- |
| 1 031 | 1 186 | 1 149 | 1 272 | 1 290 | 1 314 | 1 275 | 1 370 | 1 349 |

| 2022  | - | - | - | - | - | - | - | - |
| ----- | - | - | - | - | - | - | - | - |
| 1 357 | - | - | - | - | - | - | - | - |

## Lieux et monuments
- Église Saint-Morand[29]
  - son orgue de Georges Schwenkedel, de 1934[30],[31],
  - et son presbytère[32].
- Monuments commémoratifs[33].
- Chapelle Birling[34].
- Calvaire édicule[35].
- Mairie école[36].
- Cadrans solaires, réalisés par Maurice Kieffer[37].

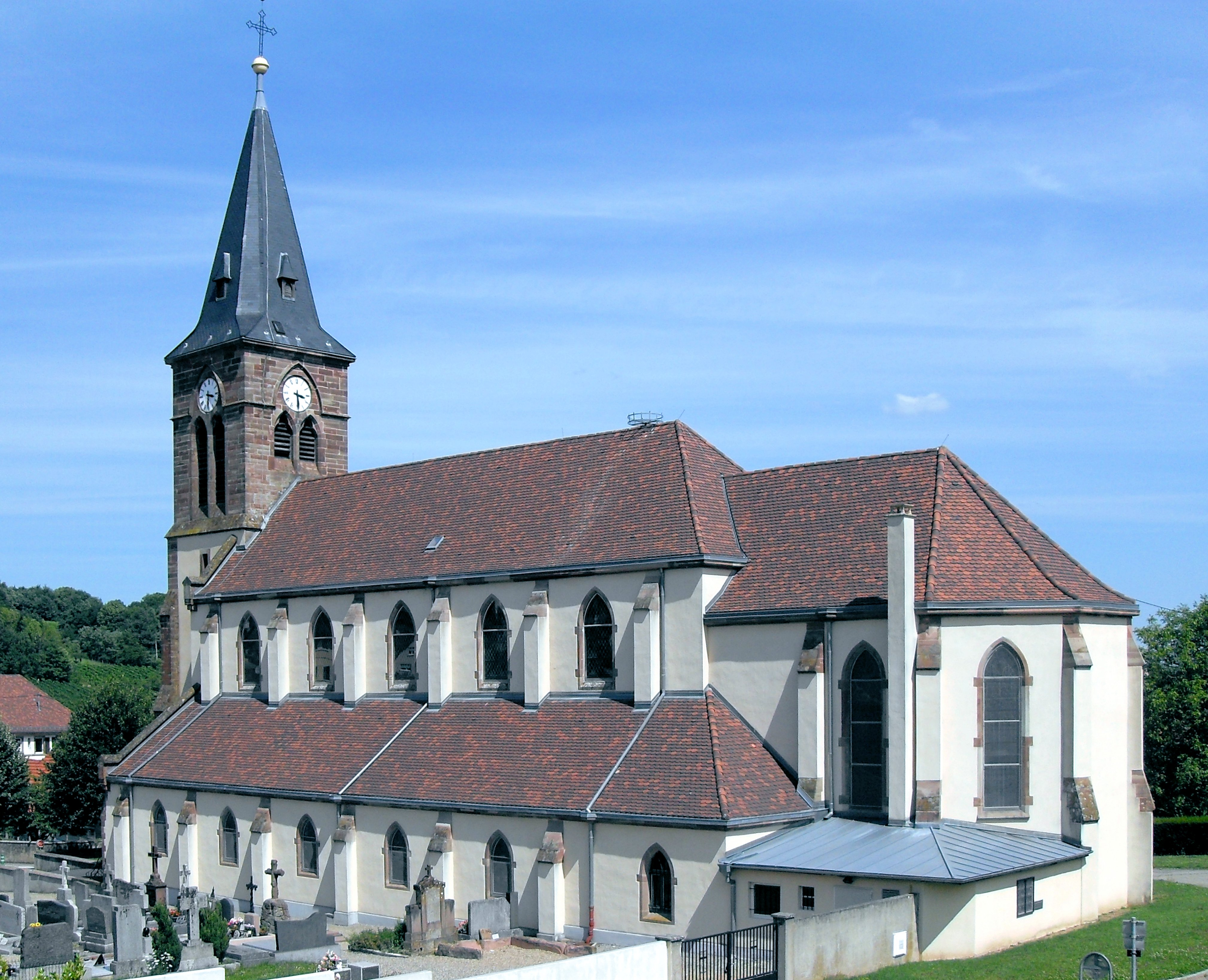
Église, côté ouest.
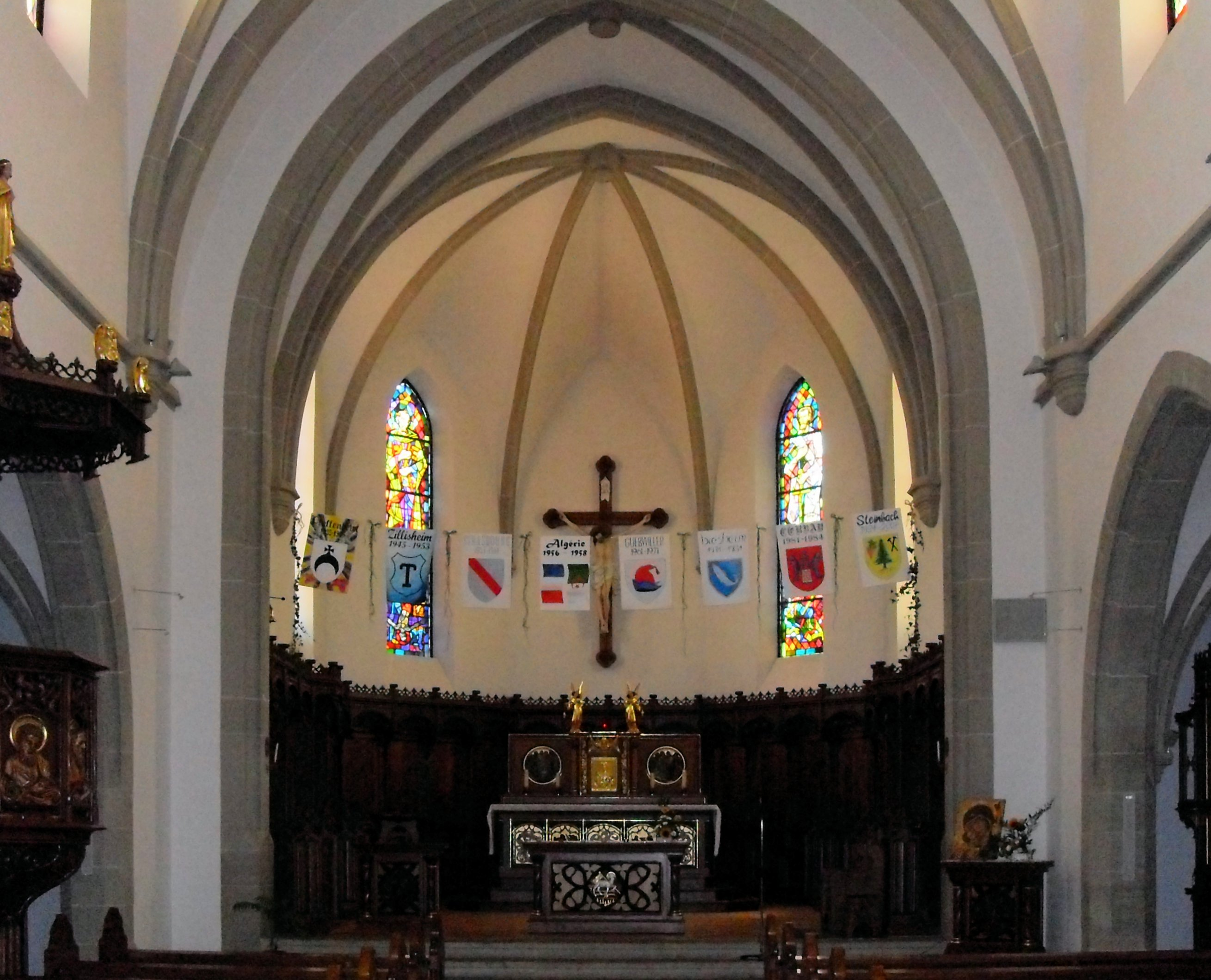
Église à l'intérieur.
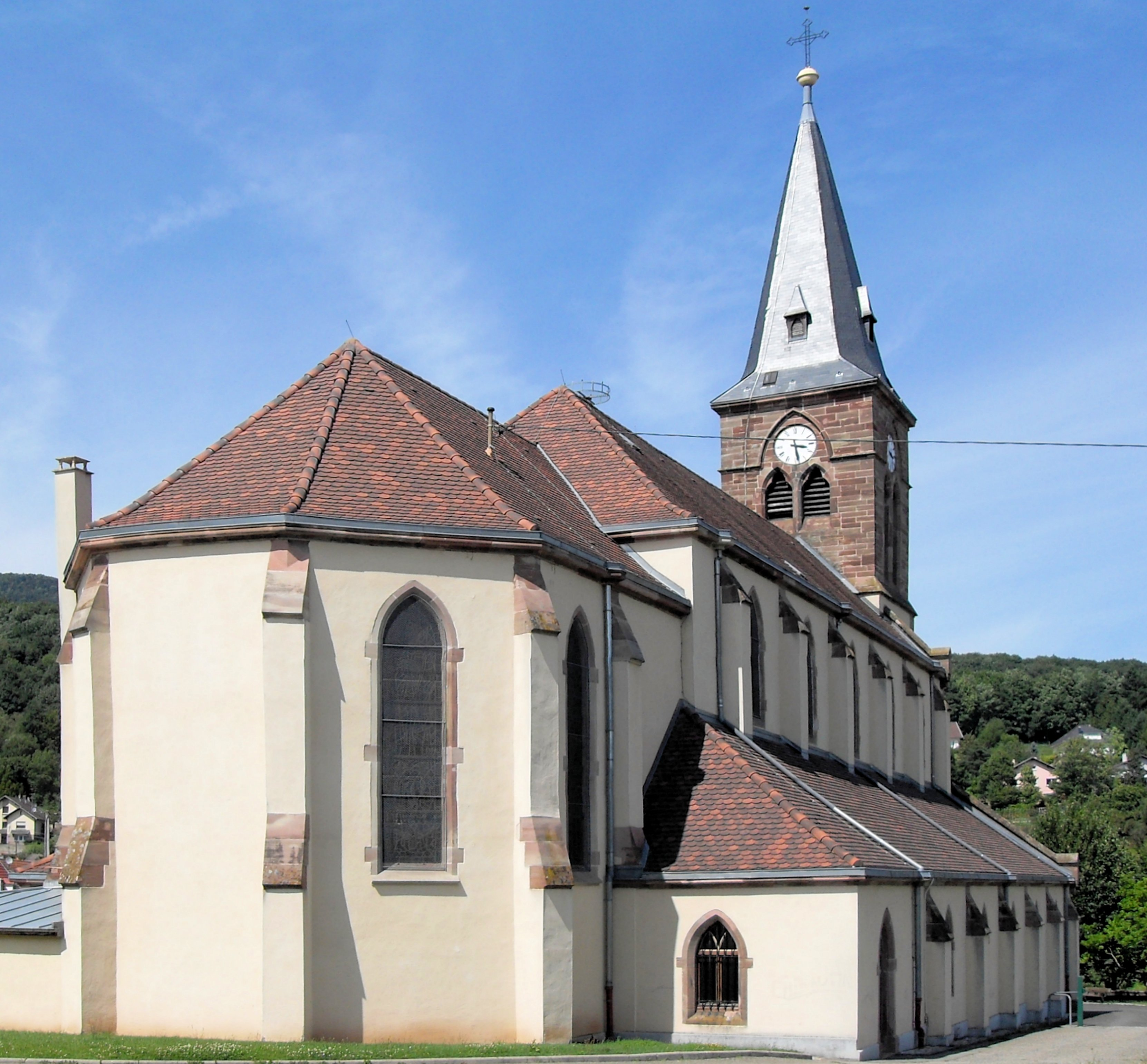
Église, côté sud.
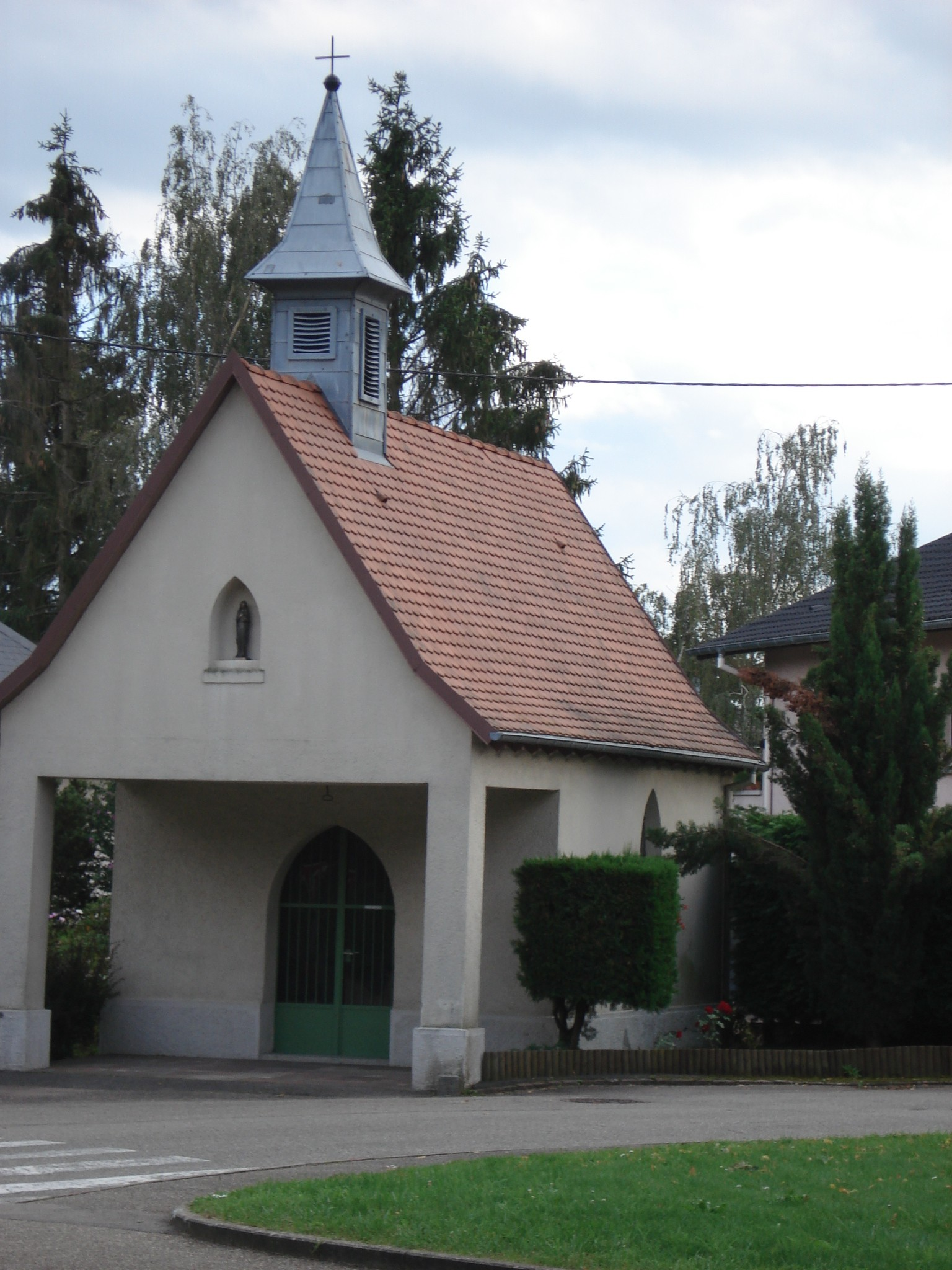
La chapelle Birling.
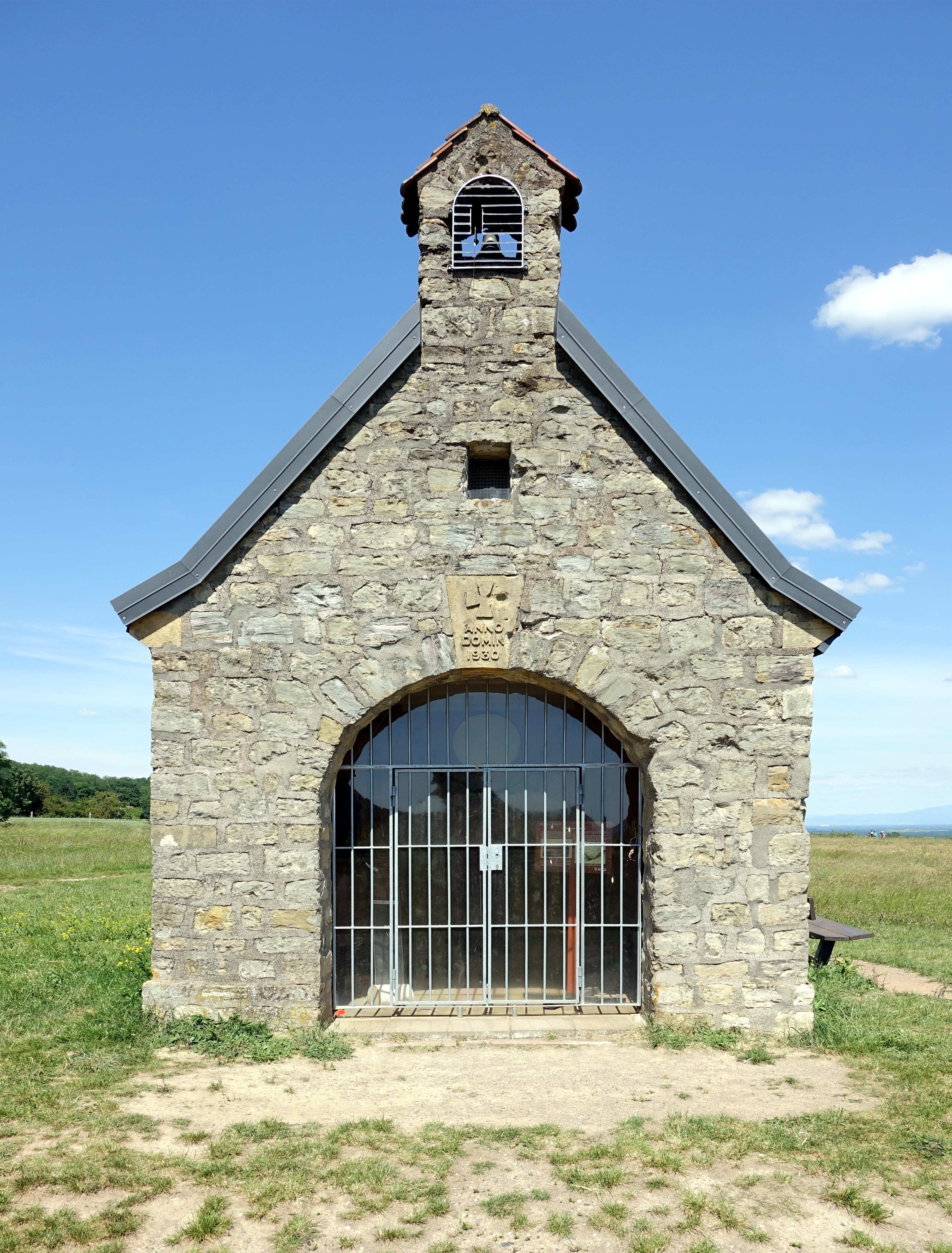
La chapelle Saint-Moerand.

## Personnalités liées à la commune
- François Joseph Hauser (1752-1832), dit Ménageur, général des armées de la République et de l'Empire, né dans la commune, décédé à Turckheim.
- Claudio Capéo (1985-), chanteur français.